# Wojciech Kudlik
Wojciech Kudlik (ur. 5 stycznia 1954 w Nowym Sączu) – polski kajakarz, medalista mistrzostw świata w kajakarstwie, zawodnik Startu Nowy Sącz. Na Igrzyskach Olimpijskich w Monachium 1972 w konkurencji C-2 zajął 13. miejsce (razem z Jerzym Jeżem). Zastępca Dyrektora Departamentu Sportu Wyczynowego w Ministerstwie Sportu i Turystyki.